# You Are the Only One (Sergey Lazarev-dal)
A You Are the Only One (magyarul: Te vagy az egyetlen) az orosz Sergey Lazarev dala, mellyel Oroszországot képviselte a 2016-os Eurovíziós Dalfesztiválon Stockholmban. A dal belső kiválasztás során nyerte el a dalversenyen való indulás jogát.
2016. július 28-án jelent meg a dal orosz változata Pust' ves' mir podozhdyot (cirill betűkkel: Пусть весь мир подождёт, magyarul: Hadd várjon a világ!).

## Eurovíziós Dalfesztivál
2015. december 10-én a Rosszija 1 bejelentette, hogy az énekes képviseli Oroszországot az Eurovíziós Dalfesztiválon. A dalt a videoklippel együtt 2016. március 5-én mutatták be.
A dalt először a május 10-én rendezett első elődöntőben fellépési sorrendben kilencedikként adta elő a San Marinót képviselő Serhat I Didn’t Know című dala után és a Csehországot képviselő Gabriela Gunčíková I Stand című dala előtt. Az elődöntőből az első helyen jutott tovább a május 14-i döntőbe, ahol fellépési sorrendben tizennyolcadikként lépett fel, a Horvátországot képviselő Nina Kraljić Lighthouse című dala után és a  Spanyolországot képviselő Barei Say Yay! című dala előtt. A zsűri szavazáson az ötödik helyen végzett 130 ponttal (Azerbajdzsántól, Ciprustól, Fehéroroszországtól és Görögországtól maximális pontot kapott), míg a nézői szavazáson az első helyen végzett 361 ponttal (Azerbajdzsántól, Bulgáriától, Észtországtól, Fehéroroszországtól, Lettországtól, Moldovától, Németországtól, Örményországtól, Szerbiától és Ukrajnától maximális pontot kapott), így összesítésben 491 ponttal a verseny harmadik helyezettje lett.
A következő orosz induló Julia Samoylova I Won’t Break című dala volt a 2018-as Eurovíziós Dalfesztiválon.

## Galéria

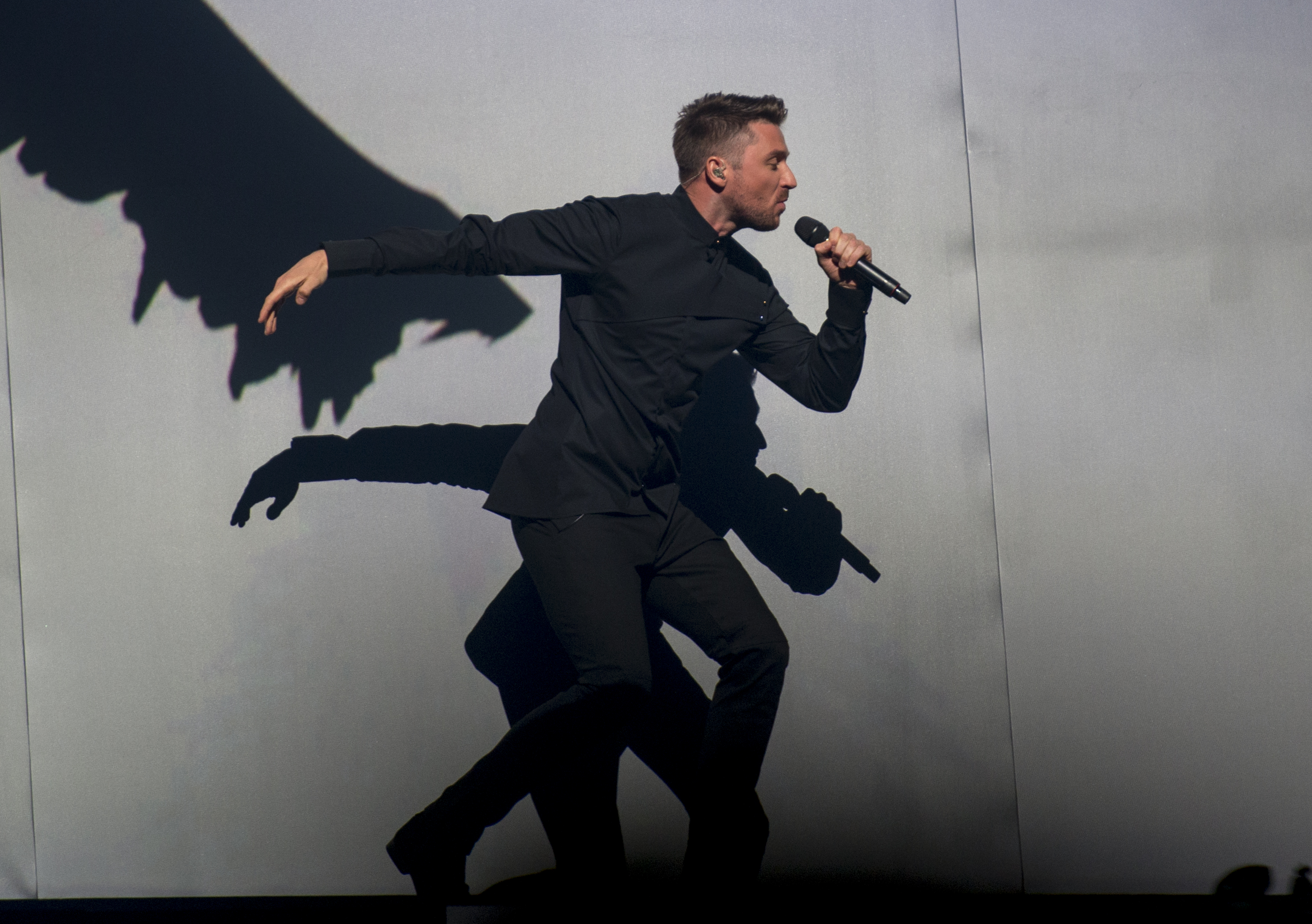
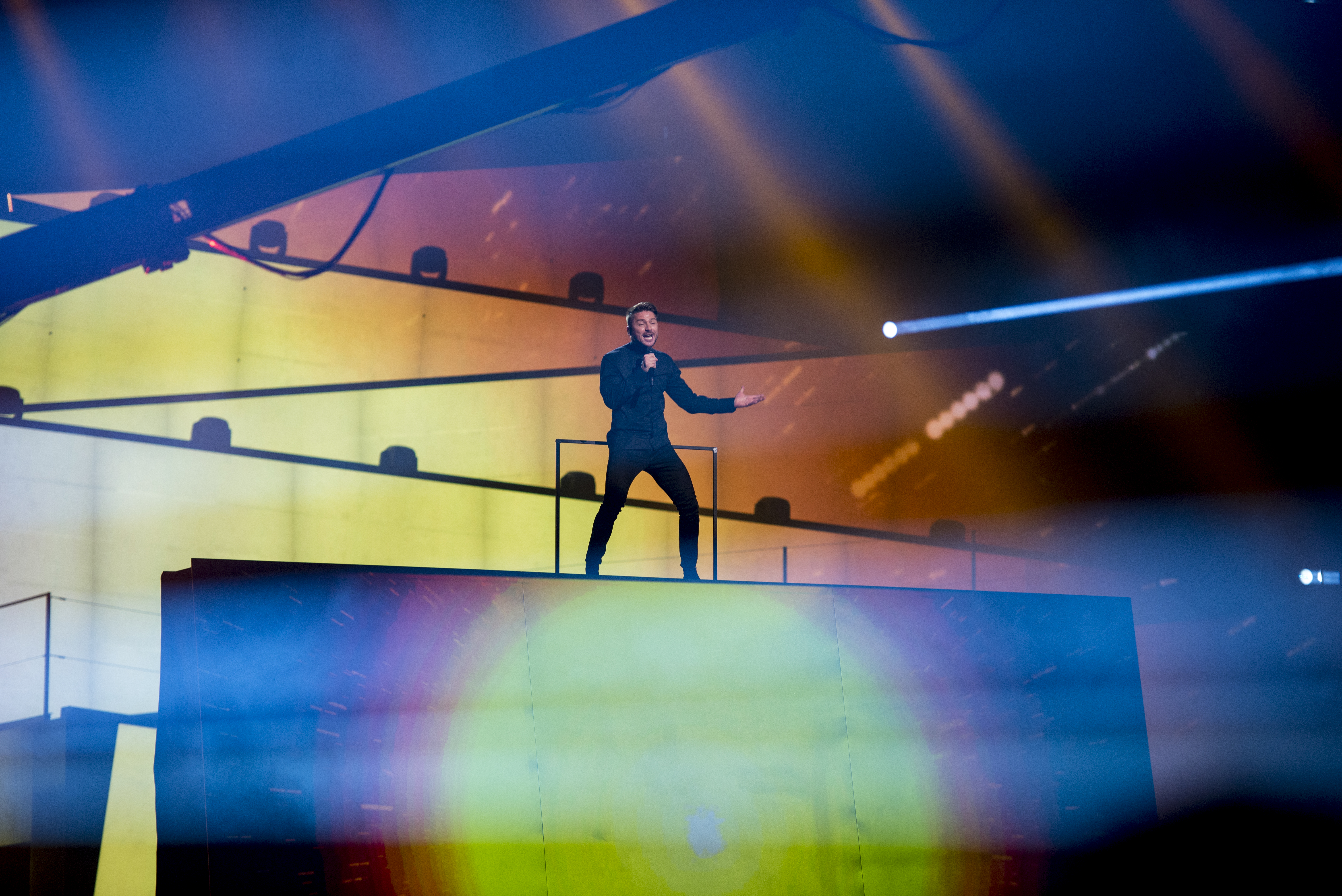